# Cleofonte Campanini
Cleofonte Campanini (Parma, 1º settembre 1860 – Chicago, 19 dicembre 1919) è stato un direttore d'orchestra italiano.

## Biografia

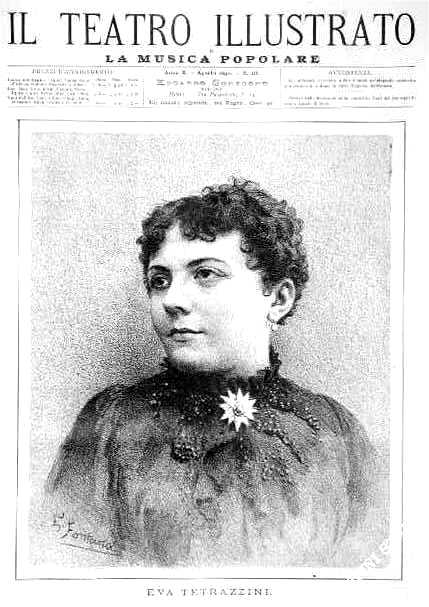
Il soprano Eva Tetrazzini, moglie di Campanini, nel 1890

Apparteneva a una famiglia di illustri tradizioni musicali: era fratello del tenore Italo Campanini e marito del soprano Eva Tetrazzini (sposata nel 1889). Iniziò lo studio del violino sotto la guida di Giulio Cesare Ferrarini, ma poi sospese questo studio per intraprendere una carriera di direttore d'orchestra: il suo primo incarico fu presso il teatro Reinach di Parma nel 1880.
Al Teatro Regio di Parma nel 1882 diresse Carmen ed Il trovatore con Leone Giraldoni.
Nel 1883 venne invitato come assistente direttore al Metropolitan Opera House di New York e vi debuttò dirigendo Mignon con Christina Nilsson e Sofia Scalchi, poi con La sonnambula con Marcella Sembrich e il fratello Italo e Mefistofele di Boito, quindi nel 1884 Carmen a Boston, Martha con Roberto Stagno e al Chestnut Street Theatre di Filadelfia, Lucia di Lammermoor con Giuseppe Kaschmann a Saint Louis (Missouri), La Gioconda, Il barbiere di Siviglia e Don Giovanni.
Nel 1886 diresse la prima assoluta di Flora mirabilis di Spiro Samara al Teatro Carcano di Milano e La Gioconda con la Tetrazzini all'Opéra de Nice e nel 1888 l'Otello con la Tetrazzini e la Scalchi a New York.
Ancora al Regio di Parma dirige nel 1901 Tosca con la Tetrazzini ed Edoardo Garbin, Andrea Chénier con Giuseppe De Luca (baritono) e la Tetrazzini e nel 1902 Mignon, Sansone e Dalila e Fedora.
Al Teatro Lirico di Milano nel 1902 diresse la prima rappresentazione con successo dell'Adriana Lecouvreur di Francesco Cilea (Milano, con Angelica Pandolfini ed Enrico Caruso e Griselda di Jules Massenet.
Nel 1903 succedette al suo concittadino Arturo Toscanini alla direzione del teatro alla Scala, dove diresse L'oro del Reno con Giuseppe Borgatti e la prima assoluta della Siberia di Umberto Giordano con Rosina Storchio, Giovanni Zenatello ed Antonio Pini-Corsi e nel 1904 la prima assoluta di Madama Butterfly di Giacomo Puccini ed Aida con Riccardo Stracciari.
Nel 1904 diresse Tosca con Emilio De Marchi (tenore) ed Antonio Scotti al Théâtre national de l'Opéra-Comique di Parigi e Adriana Lecouvreur con Giuseppe Anselmi al Royal Opera House, Covent Garden di Londra.
Sempre nel 1904 diresse con successo Madama Butterfly al Teatro Grande di Brescia con Solomija Ambrosiïvna Krušel'nyc'ka.
Nel 1905 curò la direzione di Siberia con Amelia Pinto, Amedeo Bassi e Titta Ruffo al Théâtre de la Ville di Parigi, Madama Butterfly con Caruso a Londra e il 20 dicembre lasciò la Scala di Milano.
Nel 1906 condusse l'orchestra in Evgenij Onegin con Mattia Battistini e Marcel Journet al Covent Garden.
Conobbe un grande successo anche negli Stati Uniti d'America, dove venne chiamato a dirigere le orchestre della Manhattan Opera Company di New York inaugurando il Manhattan Center (1906) con I puritani con Alessandro Bonci e Mario Ancona, nel 1907 con Thaïs e nel 1908 Louise, Pelléas et Mélisande e Le jongleur de Notre-Dame di Jules Massenet e della Chicago Opera Association (1910).
Al Regio di Parma nel 1907 diresse Germania, Loreley con Ester Mazzoleni e Rigoletto con Frances Alda e nel 1909 a Londra Pelléas et Mélisande.
Al Teatro San Carlo di Napoli nel 1909 diresse I maestri cantori di Norimberga e nel 1910 Loreley, Zazà e la prima assoluta di In patris memoriam di Lorenzo Perosi; lo stesso anno al Regio di Parma  diresse Lucia di Lammermoor con la Tetrazzini, Il barbiere di Siviglia e La figlia del reggimento con John McCormack.
Nel 1911 realizzò la prima assoluta di Natoma di Victor Herbert con Mary Garden e Minnie Egener a Filadelfia e al Metropolitan Opera House di New York per la Philadelphia-Chicago Grand Opera Company dove diresse anche Il segreto di Susanna con Geraldine Farrar; poi fu a Londra per La fanciulla del West.
Nel 1913 diresse Conchita e Faust all'Auditorium Building di Chicago. Acquistò e restaurò il teatro Reinach di Parma; nello stesso anno, diresse al Regio di Parma Oberto, Conte di San Bonifacio, Nabucco con Nazzareno De Angelis, Un ballo in maschera, Aida con Giovanni Martinelli, Falstaff con Flora Perini, Don Carlo con Angelo Masini e Giuseppe Danise e la Messa da requiem per le celebrazioni per il centenario della nascita di Giuseppe Verdi.
A Chicago nel 1916 condusse Rigoletto con Amelita Galli-Curci e Romeo e Giulietta e nel 1917 Le jongleur de Notre-Dame di Massenet, Louise, Grisélidis di Massenet, Il barbiere di Siviglia e Pelléas et Mélisande. Nello stesso anno diresse la prima assoluta di Fable of the Hapless Folktune di Eric DeLamarter a Chicago.
Morì al St. Luke's Hospital di Chicago il 19 dicembre 1919 per un'improvvisa polmonite. La città di Parma gli ha dedicato, unitamente al fratello Italo, il "Viale Italo e Cleofonte Campanini".